# Radio TokSport
Radio TokSport – internetowa stacja radiowa, pierwsze w Polsce radio sportowe, założone przez Andrzeja Łukaszewicza, właściciela agencji sportowej ASInfo. Współwłaścicielem radia jest były reprezentant Polski w piłce nożnej, Jacek Bąk. Radio rozpoczęło emisję 31 lipca 2009, a zawiesiło działalność w pierwszej połowie 2010 roku.
Radio emitowało swój program na żywo od godziny 8 do 23. Można go było słuchać w Internecie oraz na platformie cyfrowej n. Radio TokSport zamieszczała także na swojej stronie internetowej, w formie podcastów, obszerne fragmenty audycji nadawanych wcześniej.

## Format
Rozgłośnia nadawała w formacie Talk&News. W ofercie programowej stacji znajdowały się informacje, wywiady, relacje na żywo oraz opinie i analizy. Radio emitowało sportowe serwisy informacyjne co 20 minut. Program został podzielony na trzy pasma, a w każdym z nich nadawane są audycje na żywo.

## Programy
- "Na dopingu" – prowadzący: Joanna Kucia i Waldemar Kordyl 
  - Poranny program w luźniej formie, z zapraszanymi gośćmi i przeglądem prasy sportowej. Na antenie gościły gwiazdy polskiego sportu, trenerzy i działacze.

- "Ligowy Magiel" – prowadzący: Mateusz Ożóg i Tomasz Bąk
  - Podsumowanie każdej kolejki rozgrywek piłkarskiej Ekstraklasy.

- "Magazyn Tenisowy" – prowadzący: Joanna Sakowicz[3] i Jarosław Kowal 
  - Podsumowanie tygodnia w tenisie. Rankingi, analizy i łączenia na żywo z tenisistami.

- "Strefa Kibica" – prowadzący: Karol Jurga i Damian Suchan

- "Kołowrotek" (do marca 2010) – felietony Michała Kołodziejczyka[4], dziennikarza Rzeczpospolitej i eksperta TVP
- "Magazyn F1" – prowadzący: Tomasz Darda
- "TokBoks"
- "Magazyn koszykarski"

## Ludzie radia
Współpracownikami stacji byli czołowi dziennikarze sportowi w Polsce. Stacja posiadała również korespondentów w Londynie i USA.
- Serwisanci – Barbara Bączek, Marcin Kwaśny, Marcin Nęcka
- Prezenterzy – Joanna Kucia, Joanna Sakowicz, Joanna Sakowicz, Szymon Gawle, Waldemar Kordyl, Jarosław Kowal, Mateusz Ożóg, Łukasz Krok, Bartłomiej Chrzanowski, Tomasz Darda, Tomasz Bąk.
- Współpracownicy – Michał Kołodziejczyk (do marca 2010), Piotr Żelazny, Marek Wawrzynowski, Jakub Górski, Przemysław Garczarczyk, Tomasz Dziakowski (Dyrektor Radia do marca 2010 - lektor, dj, prezenter radiowy m.in. radia planeta fm, radio alfa kraków, radio jard białystok, radio jard 2 białystok)